# USS Sands (DD-243)
USS Sands (DD-243/APD-13) là một tàu khu trục lớp Clemson được Hải quân Hoa Kỳ chế tạo vào cuối Chiến tranh Thế giới thứ nhất, đã tiếp tục phục vụ trong Chiến tranh Thế giới thứ Hai, được cải biến thành tàu vận chuyển cao tốc APD-13, và đã hoạt động cho đến khi xung đột kết thúc. Nó là chiếc tàu chiến đầu tiên của Hải quân Hoa Kỳ được đặt tên theo Chuẩn đô đốc Benjamin F. Sands (1811-1883), và con ông, Chuẩn đô đốc James H. Sands (1845-1911).

## Thiết kế và chế tạo
Sands được đặt lườn vào ngày 22 tháng 3 năm 1919 tại xưởng tàu của hãng New York Shipbuilding Corporation ở Camden, New Jersey. Nó được hạ thủy vào ngày 28 tháng 10 năm 1919, được đỡ đầu bởi cô Jane McCue Sands; và được đưa ra hoạt động vào ngày 10 tháng 11 năm 1920 dưới quyền chỉ huy tạm thời của Thiếu úy Hải quân William D. Leahy, cho đến khi được thay phiên bởi Đại úy Hải quân M. L. Sperry, Jr., vào ngày 22 tháng 11, và Hạm trưởng, Trung tá Hải quân Robert L. Ghormley, chính thức tiếp nhận quyền chỉ huy vào ngày 13 tháng 12.

## Lịch sử hoạt động

### Giữa hai cuộc thế chiến

#### Thập niên 1920
Sau khi nhập biên chế, Sands tiếp tục được trang bị tại Philadelphia, Pennsylvania để phục vụ tại Châu Âu. Vào ngày 23 tháng 11 năm 1920, chiếc tàu khu trục lên đường từ Philadelphia đi Melville, Rhode Island để trang bị ngư lôi, rồi tiếp tục đi đến New York. Đến ngày 3 tháng 1 năm 1921, nó khởi hành đi châu Âu, đi đến Brest, Pháp vào ngày 16 tháng 1, và trong bảy tháng tiếp theo đã thực hiện các chuyến đi lại giữa các cảng Anh và Pháp. Đến giữa tháng 8, nó đi sang khu vực biển Baltic, viếng thăm nhiều cảnh tại đây bất chấp nguy hiểm do còn sót lại nhiều mìn, và quay trở về Cherbourg vào ngày 27 tháng 9. Ba tuần sau, nó rời vùng bờ biển Pháp để đi sang khu vực Đông Địa Trung Hải-Hắc Hải, nơi đang diễn ra những căng thẳng và xung đột giữa Hy Lạp và Thổ Nhĩ Kỳ tại vùng bờ biển Tiểu Á, giữa Thổ Nhĩ Kỳ và Armenia tại vùng cao nguyên Tiểu Á, cũng như giữa phe Bolshevik và lực lượng Bạch Vệ tại Nga. Những xung đột này đã tạo ra những vấn đề lớn cho thường dân như bệnh tật và nghèo đói.
Được điều động hỗ trợ các nỗ lực của Ủy ban Cứu trợ Hoa Kỳ đồng thời bảo vệ những quyền lợi của Hoa Kỳ, Sands đi đến Constantinople dưới sự chiếm đóng của Đồng Minh vào ngày 11 tháng 11. Chín ngày sau, nó tiếp nhiên liệu tại bến tàu của hãng Standard Oil ở Selvi Bournu, rồi thực hiện chuyến đi đầu tiên. Vào cuối tháng 12, nó di chuyển ngoài khơi Samsun và Trebizond thị sát tình hình tại đây khi người Hy Lạp bị trục xuất khỏi khu vực này. Sau khi quay lại Constantinople một thời gian ngắn, nó lên đường đi Alexandretta rồi tiếp tục đi đến Cilicia. Tại đây nó ghé qua Mersin, nơi đặt một trung tâm phân phối cứu trợ Hoa Kỳ, và ở lại đây trong gần hết tháng 1 năm 1922. Vào ngày 3 tháng 2, nó quay lại Constantinople, vào ngày 8 tháng 2 nó lên đường đi Novorossiysk. Từ ngày 8 đến ngày 19 tháng 2, nó hỗ trợ cho các hoạt động cứu trợ tại thành phố này, rồi đi đến Samsun, nơi nó ở lại cho đến ngày 8 tháng 3, ngoại trừ một hoạt động cứu hộ cho một xà lan bị trôi dạt gần Inebole. Nó quay trở lại Constantinople hai ngày sau đó, vào ngày 18 tháng 3 được chuyển đến Selvi Bournu để trợ giúp các nỗ lực chữa cháy tại khu vực chứa dầu. Khi đám cháy được kiểm soát, nó quay trở lại Constantinople, vào ngày 22 tháng 3 lên đường đi Mersin. Đến ngày 7 tháng 4, nó đi qua eo biển Dardanelles và biển Marmora, và đến ngày 8 tháng 5 đi qua eo biển Bosporus. Từ ngày 9 đến ngày 22 tháng 5, nó có mặt tại Odessa, nơi nó chuyển sang Theodosia và tiếp tục đi đến Novorossiysk. Vào đầu tháng 6, nó có mặt tại Trebizond, và đến ngày 4 tháng 6, nó đi đến Samsun, nơi nó di chuyển ở lối ra vào cảng trong nhiều ngày, khi lực lượng Hy Lạp và Thổ Nhĩ Kỳ đấu súng với nhau.
Sands quay trở lại Constantinople vào ngày 9 tháng 7, và lên đường đi Gibraltar không lâu sau đó để quay trở về Hoa Kỳ. Từ tháng 8 đến tháng 11, nó được đại tu tại Philadelphia. Vào cuối tháng 12, nó gia nhập Hạm đội Tuần tiễu tại New York, vào ngày 3 tháng 1 năm 1923, nó khởi hành từ thành phố này cho cuộc cơ động mùa Đông tại vùng biển Caribe. Đến tháng 2, nó tham gia cuộc tập trận Vấn đề Hạm đội I nhằm trắc nghiệm khả năng phòng thủ của vùng kênh đào Panama. Trong tháng 3 và tháng 4, nó tiến hành các hoạt động tại khu vực Đại Antilles; và đến tháng 5 quay trở lại vùng bờ Đông. Sang tháng 7, sau một đợt đại tu, nó đi lên phía bắc đến khu vực New England. Trong mùa Thu năm đó, nó tiến hành các hoạt động ngoài khơi khu vực giữa Đại Tây Dương, vào tháng 1 năm 1924, nó lại lên đường về phía nam để thực hiện cơ động mùa Đông.

#### Thập niên 1930
Cho đến đầu 1930, Sands duy trì một lịch trình tương tự. Tuy nhiên, vào ngày 10 tháng 11 năm 1930, sau khi hoàn tất việc thực hành ngoài khơi phía Nam New England, chiếc tàu khu trục đi đến Philadelphia để chuẩn bị xuất biên chế. Nó được cho xuất biên chế vào ngày 13 tháng 2 năm 1931, và neo đậu tại đảo League cho đến khi được cho nhập biên chế trở lại vào ngày 21 tháng 7 năm 1932.
Sands đi đến Norfolk, Virginia, và đến tháng 8 đã lên đường đi sang vùng bờ Tây, đi đến cảng nhà mới tại San Diego, California vào ngày 8 tháng 9 để bắt đầu hoạt động ngoài khơi bờ biển phía Nam California. Sang đầu năm 1933, nó đi đến vùng quần đảo Hawaii để tập trận hạm đội, và quay trở lại California vào tháng 2. Trong mùa Xuân năm 1933, nó hoạt động ngoài khơi bờ biển Washington, và đến tháng 7 đã tiếp tục các hoạt động ngoài khơi San Diego. Ba tháng sau, nó gia nhập Hải đội Khu trục Dự bị Luân phiên 20 và tiếp tục ở lại lực lượng dự bị trong suốt mùa Đông. Nhập biên chế trở lại vào tháng 4 năm 1934, nó gia nhập Đội khu trục 9 và lên đường đi sang vùng biển Caribe để tập trận hạm đội. Đến giữa tháng 11, nó quay lại khu vực Nam California, nơi nó tiếp tục ở lại cho đến tháng 4 năm 1936, ngoại trừ một đợt tham gia cuộc tập trận Vấn đề Hạm đội XVI tại khu vực Bắc Thái Bình Dương vào tháng 5 năm 1935. Sau đó nó quay trở lại vùng bờ Đông, tham gia các cuộc thực tập tại vùng biển Caribe và ngoài khơi New England trước khi lên đường quay trở lại San Diego vào tháng 10. Trong hai năm tiếp theo, nó hoạt động chủ yếu tại khu vực Nam California, với các cuộc thực tập tại quần đảo Hawaii vào mùa Xuân và mùa Thu năm 1937 và mùa Xuân năm 1938. Khi quay về vào tháng 4 năm 1938, nó hoạt động tại chỗ trong mùa Hè, rồi được chuẩn bị để cho xuất biên chế. Sands được cho xuất biên chế tại San Diego vào ngày 15 tháng 9 năm 1938. Tuy nhiên, không đầy một năm sau, Chiến tranh Thế giới thứ hai nổ ra tại Châu Âu và chiếc tàu khu trục được huy động trở lại cho nhiệm vụ Tuần tra Trung lập.
Được cho nhập biên chế trở lại vào ngày 26 tháng 9 năm 1939, Sands rời vùng bờ Tây vào ngày 13 tháng 11, và hơn một tháng sau đã đảm nhiệm vai trò tuần tra tại vùng biển Caribe. Nó ở lại khu vực này cho đến mùa Xuân năm 1940, khi được chuyển sang nhiệm vụ hộ tống và tuần tra ngoài khơi bờ Đông từ Virginia Capes đến Maritime Provinces. Trước cuối năm đó, nó quay lại khu vực Thái Bình Dương tiếp nối các hoạt động ngoài khơi California.

### Thế chiến II

#### 1942
Khi Hoa Kỳ bắt đầu tham chiến, Sands làm nhiệm vụ hộ tống vận tải ven biển, tiếp tục cho đến mùa Xuân năm 1942. Khi Đế quốc Nhật Bản tiến quân vào phía Tây quần đảo Aleut, nó được chuyển sang khu vực Alaska, và trong suốt mùa Hè đó đã hộ tống các đoàn tàu vận tải và tuần tra trong khu vực từ lục địa đến khu vực phía Đông Aleut. Đến mùa Thu, phía Đồng Minh bắt đầu phản công và chiếc tàu khu trục được cần đến cho nhiệm vụ mới. Nó đi về phía Nam vào ngày 28 tháng 10, và được xếp lại lớp với ký hiệu lườn mới APD-13 hai ngày sau đó. Nó đi đến San Francisco vào ngày 5 tháng 11 để được cải biến thành một tàu vận chuyển cao tốc.

#### 1943
Sands khởi hành từ San Francisco vào ngày 21 tháng 12 đi về phía Tây, đến Trân Châu Cảng vào cuối năm 1942. Nó hoạt động thực hành cho đến tháng 1 năm 1943, rồi lên đường vào ngày 8 tháng 1 tiếp tục băng qua Thái Bình Dương. Vào ngày 22 tháng 1, nó đi đến Espiritu Santo, và hoạt động như một tàu vận chuyển và hộ tống trong việc di chuyển lực lượng tăng cường và tiếp liệu đến khu vực Guadalcanal-Tulagi. Vào ngày 29 tháng 1, nó được tách khỏi hoạt động tại Tulagi để tháp tùng chiếc tàu kéo Navajo đi về hướng đảo Rennell để trợ giúp chiếc tàu tuần dương hạng nặng Chicago. Gặp gỡ vào sáng hôm sau, Navajo kéo chiếc tàu tuần dương bị hư hại, trong khi Sands gia nhập lực lượng hộ tống bao gồm năm tàu khu trục chung quanh Chicago. Đoàn tàu bắt đầu rút lui về phía Tulagi, tuy nhiên đến 16 giờ 20 phút, đội hình bị các máy bay ném bom-ngư lôi Nhật Bản tấn công. Navajo buộc phải cơ động lẩn tránh, trong khi Sands cùng các tàu khu trục tập trung hỏa lực phòng không vào những kẻ tấn công, nhưng không ngăn được một quả ngư lôi trúng thêm vào chiếc tàu tuần dương, khiến nó chìm 20 phút sau đó. Với chín người trong thủy thủ đoàn bị thương do mảnh đạn pháo 20 mm, Sands cứu vớt được trên 300 người sống sót và rút lui về Espiritu Santo.
Đi đến Espiritu Santo vào ngày 1 tháng 2, Sands tiến hành các cuộc thực tập đổ bộ từ ngày 4 đến ngày 10 tháng 2, rồi hoàn tất một chuyến hộ tống khác đến Guadalcanal và quay trở về vào ngày 14 tháng 2. Cùng với binh lính Thủy quân Lục chiến trên tàu, nó khởi hành vào ngày 15 tháng 2 để đi đến khu vực quần đảo Solomon. Năm ngày sau, nó rời Tulagi băng ngang sang Koli Point vào ngày 21 tháng 2 chuyển sang quần đảo Russell. Đêm hôm đó, nó cho đổ bộ lực lượng lên bờ mà không gặp kháng cự rồi quay trở về Tulagi, nơi mà nó khởi hành thực hiện thêm hai chuyến đi vận chuyển đến khu vực tấn công cho đến ngày 26 tháng 2. Sau khi hoàn tất việc chiếm đóng Russell, nó tiếp tục làm nhiệm vụ vận chuyển binh lính và tiếp liệu tại khu vực New Caledonia-New Hebrides-Solomon. Sang mùa Xuân, nó được điều động sang Lực lượng Đổ bộ 7, khởi hành đi New Hebrides vào ngày 14 tháng 5, và đi đến Townsville, Australia vào ngày 20 tháng 5 cùng một đoàn tàu đổ bộ LST.
Trong suốt mùa Hè, Sands làm nhiệm vụ tuần tra và hộ tống dọc theo bờ biển Queensland, Australia, hoàn tất nhiều chuyến đi vận chuyển nhằm đưa binh lính Đồng Minh tuyến đầu, dọc theo bờ biển phía Bắc của bán đảo Papua. Đến tháng 9, lực lượng đã sẵn sàng để tấn công các vị trí của quân Nhật trên bán đảo Huon, tranh chấp quyền kiểm soát các eo biển Vitiaz và Dampier. Vào ngày 2 tháng 9, Sands đón lên tàu các đơn vị thuộc Sư đoàn 9 Bộ binh Australia, những cựu binh đầy kinh nghiệm tại sa mạc Bắc Phi, và hai ngày sau đó đã cho đổ bộ họ lên phía Đông Lae. Đến ngày 5 tháng 9, nó rút lui để rồi quay trở lại chiến trường vài ngày sau đó làm nhiệm vụ bắn phá vị trí đồn trú của quân Nhật tại Lae, khi quân Đồng Minh áp sát từ phía rừng rậm và từ phía các bãi rừng đước ngập mặn. Đến cuối tháng 9, nó quay trở lại nhiệm vụ vận chuyển và hộ tống dọc theo bờ biển, vào ngày 22 tháng 9 lại cho đổ bộ binh lính lên phía Bắc Finschhafen.
Trong tháng 10 và tháng 11, Sands thực hiện các chuyến đi hộ tống vận chuyển lực lượng tăng cường và thực tập đổ bộ dọc theo bờ biển từ Port Moresby đến bán đảo Huon, cũng như giữa Papua và các đảo ngoài khơi. Vào đầu tháng 12, tại đảo Goodenough, nó đón lên tàu các đơn vị thuộc Trung đoàn 112 Kỵ binh cho một cuộc tấn công đổ bộ lên New Britain. Đến ngày 15 tháng 12, binh lính xuống các xuồng đổ bộ cao su để được đưa đến bán đảo Amalut. Tuy nhiên, quân Nhật đã nổ súng trước khi các xuồng đổ bộ cặp bờ; các đơn vị hỗ trợ do không biết rõ binh lính đã đổ bộ hay chưa nên không nổ súng để tránh bắn nhầm đồng đội. Vì vậy 12 trong số 15 xuồng đổ bộ đã bị hỏa lực Nhật bắn chìm; hầu hết những người sống sót bơi trở ra phía biển. Sands và chiếc tàu khu trục hộ tống sau đó nổ súng làm im tiếng các khẩu pháo bờ biển đối phương, và bắt đầu tìm kiếm những người sống sót, nhưng chỉ có 16 người được cứu vớt.
Mười một ngày sau, Sands quay trở lại New Britain cho một cuộc tấn công đổ bộ khác. Vào ngày 26 tháng 12, nó cho đổ bộ binh lính Thủy quân Lục chiến lên mũi Gloucester, cung cấp hỏa lực hỗ trợ khi họ tiến quân từ bãi đổ bộ, rồi rút lui về nơi tập trung chuẩn bị cho mục tiêu tiếp theo tại Saidor.

#### 1944
Vào ngày 1 tháng 1 năm 1944, Sands lại lên đường với binh lính tấn công trên tàu. Trong thành phần Đội đặc nhiệm 76.1, nó băng qua eo biển Vitiaz đêm hôm đó, và đến 07 giờ 35 phút ngày 2 tháng 1 đã cho đổ bộ binh lính lên bãi biển ở Saidor cách 115 dặm (185 km) về phía Tây Finschhfen. Đến nó ở ngoài khơi khu vực vận chuyển, và đến xế trưa đã quay trở lại Buna. Cho đến giữa tháng 1, nó thực hiện các chuyến đi từ đây đến mũi Cretin và mũi Sudest.
Vào ngày 18 tháng 1, chiếc tàu khu trục đi đến Sydney cho một đợt nghỉ ngơi ngắn, rồi lại lên đường vào ngày 28 tháng 1 quay trở lại New Guinea vận chuyển nhân sự và hàng hóa đến vịnh Milne, Buna và mũi Sudest. Từ ngày 6 đến ngày 24 tháng 2, nó hoàn tất một chuyến đi khác đến Sydney; vào ngày 27 tháng 2 đã đón binh lính lên tàu tại mũi Sudest đển vận chuyển đến bãi đổ bộ trên đảo Los Negros thuộc quần đảo Admiralty. Lên đường vào ngày 29 tháng 2, nó vượt biển Bismarck, đi đến ngoài khơi khu vực đổ bộ vào 07 giờ 30 phút ngày hôm sau, và bắt đầu thả các xuồng đổ bộ vào vị trí xuất phát lúc 07 giờ 42 phút. Khi đợt đổ bộ thứ nhất cặp bờ, nó bắt đầu bắn pháo hỗ trợ; và lúc 08 giờ 35 phút, các xuồng đổ bộ của Sands cặp bờ biển cùng đợt đổ bộ thứ ba. Hỏa lực bắn chéo ác liệt ngay từ đợt đầu tiếp tục ngăn trở các đợt khác; việc tổ chức kém trên bãi đổ bộ làm chậm việc chất dỡ binh lính và tiếp liệu, giúp đỡ cho sự chính xác của hỏa lực phòng thủ Nhật Bản. Sands chịu đựng thương vong gồm một người tử trận và một người bị thương nặng trong thành phần các xuồng đổ bộ, và bị mất một xuồng.
Đến xế chiều, Sands rời khu vực Los Negros-Manus. Quay trở lại mũi Sudest, nó tiếp nhận lực lượng tăng viện đang rất cần đến vào ngày 3 tháng 3, vào ngày hôm sau đã cho đổ bộ họ lên hòn đảo đang tranh chấp về đón nhận thương binh. Vào ngày 5 tháng 3, nó quay trở lại mũi Sudest nơi nó tiếp nối nhiệm vụ hộ tống dọc bờ biển. Sang đầu tháng 4, nó huấn luyện đổ bộ cùng các đơn vị Lục quân. Vào ngày 18 tháng 4, nó tiếp nhận những đơn vị thuộc Trung đoàn 162 Bộ binh rồi lên đường đi đến vịnh Humboldt. Di chuyển cùng Đội đặc nhiệm 77.2, lực lượng tấn công trung tâm trong chiến dịch Hollandia, nó đi đến khu vực vận chuyển vào sáng sớm ngày 22 tháng 4. Lúc 06 giờ 00, các xuồng đổ bộ được cho hạ thủy và tiếp nhận lính đổ bộ. Năm phút sau, chúng di chuyển đến tuyến xuất phát. Đến 07 giờ 35 phút, chúng quay trở lại và được kéo lên tàu. Chiếc tàu vận chuyển cao tốc bắt đầu làm nhiệm vụ bắn pháo hỗ trợ.
Vào ngày 24 tháng 4, Sands quay trở lại mũi Cretin, và từ đây tiếp tục đi đến mũi Sudest. Đến tháng 5, nó tiếp nối nhiệm vụ hộ tống vận tải, nhưng được ngừng lại vào giữa tháng để quay về California. Sau khi được đại tu tại Alameda, nó đưa hành khách đến Trân Châu Cảng: 126 người thuộc đại đội trinh sát Sư đoàn 81 Bộ binh, và đi đến khu vực quần đảo Solomon vào ngày 24 tháng 8 để tổng dượt cho chiến dịch Palau. Hai tuần sau, nó di chuyển theo hướng Tây Bắc, đi đến khu vực vận chuyển ngoài khơi đảo Anguar vào ngày 15 tháng 9. Hoạt động như là lực lượng dự bị cho cuộc tấn công lên đảo Peleliu, nó ở lại ngoài khơi Anguar trong suốt cuộc đổ bộ ban đầu, rồi chuyển sang Peleliu vào giữa buổi sáng để hỗ trợ lực lượng trên bờ. Đến ngày 17 tháng 9, nó quay trở lại Anguar và sang ngày hôm sau đã cho đổ bộ đội trinh sát lên bãi Red. Sang ngày 19 tháng 9, nó đi cùng Harris; đón lên tàu đại đội trinh sát 323, rồi cùng với Rathburne đi đến Ulithi. Tại đây cho đến ngày 25 tháng 9, nó cho đổ bộ binh lính mà không gặp kháng cự, rồi lên đường quay trở về Hollandia. Đến nơi vào ngày 28 tháng 9, nó chuyển sang Manus vào ngày hôm sau, gắn thiết bị quét mìn lên những chiếc xuồng của nó, đón lên tàu nhân sự quét mìn, vào ngày 10 tháng 10 đã lên đường đi sang Leyte cùng các đơn vị của Hải đội Quét mìn 2.
Bất chấp thời tiết xấu và hai trường hợp phẫu thuật ruột thừa được thực hiện trên tàu, Sands đi đến lối tiếp cận vịnh Leyte vào ngày 17 tháng 10, và sang ngày hôm sau đã tiếp cận đảo Suluan đón lên tàu lực lượng trinh sát được Crosby cho đổ bộ trước đó để chuyển họ trở lại chiếc tàu khu trục. Vào ngày 19 tháng 10, nó đi đến khu vực tấn công và cho hạ thủy các xuồng để tiến hành các hoạt động quét mìn tại vùng nước nông. Từ 11 giờ 55 phút đến 14 giờ 10 phút, nó hỗ trợ cho các xuồng của nó khi chúng quét mìn các lối tiếp cận bãi Red và bãi White gần Tacloban. Bị các khẩu đội pháo Nhật Bản bắn phá nhưng không trúng, các chiếc xuồng hoàn tất nhiệm vụ và quay trở về tàu. Sands sau đó chuyển sang các bãi Dulag, nơi các xuồng của nó tiếp tục quét mìn ở vùng biển nông.
Trong đêm, Sands tuần tra tại khu vực vịnh Leyte; sang sáng hôm sau, nó quay trở lại khu vực Tacloban bắn pháo hỗ trợ các chiến dịch tại đây; và đến xế trưa, nó chuyển sang khu vực Dulag cho cùng một nhiệm vụ trên. Vào ngày 21 tháng 10, nó lên đường quay trở lại New Guinea. Trong tháng 11, chiếc tàu vận chuyển thực hiện các chuyến đi tiếp liệu và tăng viện đến Leyte và quay trở lại, rồi chuẩn bị cho cuộc chiếm đóng Luzon. Vào ngày 27 tháng 12, nó rời Hollandia để đi Palau và Leyte.

#### 1945
Vào ngày 2 tháng 1 năm 1945, Sands khởi hành từ vịnh San Pedro; sang ngày 4 tháng 1, các cuộc không kích kháng cự của Nhật Bản bắt đầu tăng lên. Vào ngày hôm sau, Đội đặc nhiệm 77.2 của nó di chuyển dọc theo bờ biển Luzon. Máy bay Nhật Bản đặt căn cứ trên đất liền lại tấn công. Đến ngày 6 tháng 1, lực lượng đi đến ngoài khơi vịnh Lingayen, và bất chấp các hoạt động của máy bay kamikaze đối phương, các con tàu tiến vào vịnh chiếm lĩnh các vị trí trực chiến. Cùng các con tàu khác, Sands bắn phá đảo Santiago; vào ngày 7 tháng 1 đã bảo vệ cho các tàu quét mìn trong lúc chúng càn quét, rồi tiếp cận các bãi Orange và Green hỗ trợ hoạt động của các đội phá hoại dưới nước khi họ tháo dỡ các vật cản tại khu vực đổ bộ. Vào ngày 8 tháng 1, nó đi đến khu vực vận chuyển, và tiếp tục ở lại đây làm nhiệm vụ tuần tra cho đến ngày 13 tháng 1, khi nó lên đường đi Leyte và Ulithi.
Chiếc ADP đi đến khu vực phía Tây quần đảo Caroline vào ngày 24 tháng 1, và ở lại đây trong suốt tháng 2. Vào ngày 1 tháng 3, nó gia nhập một đoàn tàu vận tải đi Iwo Jima, đến nơi vào ngày 3, tuần tra tại vùng biển phụ cận cho đến ngày 5, và lên đường quay trở về Saipan vào ngày 6 tháng 3, hộ tống cho các tàu vận tải quay trở về. Từ quần đảo Mariana, nó lên đường đi Solomon, New Caledonia và Admiralty, rồi quay trở lại Ulithi để hộ tống đoàn tàu vận tải chở lực lượng tăng viện đi đến quần đảo Ryukyu. Đến giữa tháng 6, nó hoàn tất ba chuyến đi đến khu vực Okinawa, và bắt đầu chuyến vượt Thái Bình Dương lần cuối cùng. Vào ngày 30 tháng 6, nó đ đến Trân Châu Cảng, và đến ngày 11 tháng 7, nó về đến San Diego.
Sands tiếp tục ở lại vùng bờ Tây cho đến khi cuộc xung đột kết thúc. Vào ngày 29 tháng 8, nó lên đường đi Philadelphia, Pennsylvania nơi nó được cho xuất biên chế vào ngày 10 tháng 10 năm 1945. Được cho rút khỏi danh sách Đăng bạ Hải quân vào ngày 1 tháng 11, con tàu bị bán cho hãng Boston Metals Company để tháo dỡ vào mùa Xuân tiếp theo.

## Phần thưởng
Sands được tặng thưởng chín Ngôi sao Chiến trận do thành tích phục vụ trong Chiến tranh Thế giới thứ hai.